# 螢火 (小柳ルミ子の曲)
「螢火」（ほたるび）は、1980年7月に発売された小柳ルミ子の31枚目のシングルである。

## 概要
表題曲は、1977年8月発売の「湖の祈り」以来、およそ3年ぶりにヒデとロザンナの出門英が作曲を手掛けている。

## 収録曲
1. 螢火（4分10秒）
作詞：門谷憲二、作曲：出門英、編曲：川上了
2. 夢飛行（3分56秒）
作詞：岡田冨美子、作曲：加瀬邦彦、編曲：大谷和夫